# Graceville (Minnesota)
Pour les articles homonymes, voir Graceville.
Graceville est une localité du comté de Big Stone, dans le Minnesota, aux États-Unis.

## Monuments
- Le Graceville Historical Marker est un monument porteur d'une plaque commémorative sur l'histoire de la ville. Il est inscrit au Registre national des lieux historiques depuis le 15 décembre 2004.